# 덜로시 죄르지

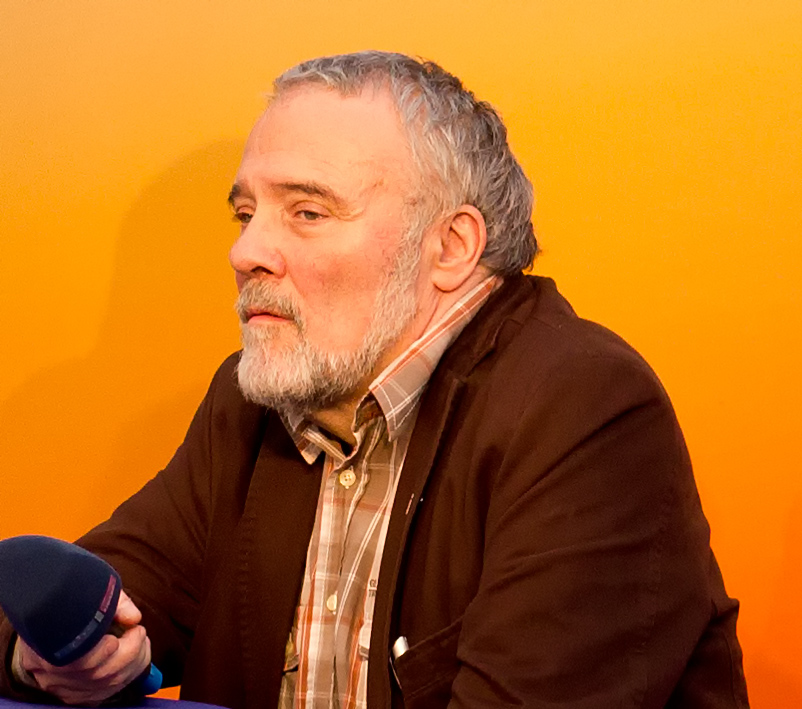
덜로시 죄르지

덜로시 죄르지(헝가리어: Dalos György, 1943년 9월 23일 ~)는 헝가리의 유대계 작가이자 역사가이다. 그는 소설 1985 , 미래에서 온 손님: 안나 아흐마토바, 아이제이아 벌린 으로 가장 잘 알려져 있다.

## 삶
덜로시는 부다페스트에서 태어나 조부모와 함께 어린 시절을 보냈다. 그의 아버지는 유대인이었기 때문에 제2차 세계 대전 당시 강제 노동 수용소로 보내져 1945년 사망했기 때문이다. 1962년부터 1967년까지 그는 모스크바에 위치한 미하일 로모노소프 모스크바 국립 대학교에서 역사학을 공부했다. 그 다음에 그는 박물학자로 일하기 위해 고향인 부다페스트로 돌아왔다. 1968년에 덜로시는 "마오주의 활동" 혐의로 기소되어 보호관찰과 직업 자격 박탈형 및 출판 금지 처분을 받고 7개월의 징역형을 받았다. 그 때문에 그는 번역가로 일해야 했다. 1977년에 그는 헝가리 공산주의 정권에 반대하는 야권 운동의 창시자들 중 한 명이었다. 1988에서 1989년 사이에 그는 동독의 비법 야권 신문인 Ostkreuz 의 공동 편집자였다. 1995년부터 1999년까지 덜로시는 베를린에 있는 헝가리 문화 연구소의 소장을 역임했다. 2009년부터 그는 오스트리아 해외 서비스 국제 협의회 회원이다.
덜로시는 1987년부터 1995년까지 비엔나에서 살았다. 1995년부터 그는 베를린에서 프리랜서 출판인이자 편집자로 살고 있다.

## 수상 내역
- 2010 라이프치히 유럽 이해 도서상[1]

## 작품
- 1985 (1983) - 1983년에 집필한 이 소설은 빅 브라더의 죽음으로 시작해 1984년과 전체주의 체제의 정당성이 쇠퇴하기 시작하고 그에 뒤따른 여러 세력들의 투쟁으로 특징 지어지는 보다 낙관적인 미래 사이의 중간 시기와 유라시아에 의한 오세아니아의 공군력의 파괴를 그리고 있다.
- 할례 (1990)
- 만국의 프롤레타리아들이여 나는 사과한다!(동구권 농담은 이제 그만) (1993)
- 미래에서 온 손님 (1996)
- 신을 찾는 자(1999)
- 헝가리를 요약하면: 내 조국의 역사 (2004). 덜로시는 그의 조국에게 권위주의적인 방식으로 사회 문제를 해결하려고 시도하지 말라고 예언적으로 경고한다.[2]
- 발라톤 여단(2006)
- 1956: 헝가리 봉기 (2006)
- Jugenstil (아르누보) (2007)

기사
- Zum Ende der Diktaturen in Osteuropa: Ein Blick auf Ungarn und die DDR, in: Robertson-von Trotha, Caroline Y. (ed.): Herausforderung Demokratie. Demokratisch, parlamentarisch, gut? (= Kulturwissenschaft interdisziplinär/Interdisciplinary Studies on Culture and Society, Vol. 6), Baden-Baden 2011